# 安井侑子
安井 侑子（やすい ゆうこ、1938年3月21日 - 2019年2月8日）は、日本のロシア文学者、翻訳家。
神戸市外国語大学名誉教授。ソ連文学を専攻。

## 略歴
本姓・渡辺。安井郁の娘として東京に生まれる。母方の曾祖父は九鬼隆義、祖父は九鬼隆輝。
1958年お茶の水女子大学哲学科在学中、国際レーニン勲章を受けた父の通訳としてモスクワに行き、そのままモスクワ大学卒、同大学院修了と、七年間滞ソ。
ロシア文学者の渡辺雅司と結婚。1985年神戸市外国語大学助教授。1990年教授。2003年定年。
2019年死去。墓地は神奈川県三浦郡葉山町長柄1600-6 本立寺。

## 著書
- 『青春 - モスクワと詩人たち』（晶文社） 1987
- 『ペテルブルグ悲歌 アフマートワの詩的世界』（中央公論社） 1989

## 翻訳
- 『ドン物語』（ショーロホフ、小野理子共訳、集英社、世界文学全集 20世紀の文学13） 1966
- 「少年兵よ、達者で」（オクジャワ、新潮社、『現代ソヴェト文学18人集3』） 1967
- 『新しいソビエトの文学5』（アクショーノフ、編、勁草書房） 1968
  - 「パパなんて読むの」
  - 「一九四三年の給食」
  - 「いかした警帽野郎」
  - 「いつでも売ります - 戯曲」
- 『悪魔とマルガリータ』（ミハイル・ブルガーコフ、新潮社） 1969
- 『ベラ・アフマドゥーリナ』（新潮社、世界詩人全集22） 1969
- 『波の上を駆ける女』（アレクサンドル・グリーン、晶文社、文学のおくりもの） 1972
- 『ソルジェニーツィンの闘い - 『イワン・デニーソヴィチの一日』から十年』（Z・メドヴェージェフ、新潮選書） 1974
- 『時のざわめき』（マンデリシュターム、中央公論社） 1976
- 『兵士イワン・チョンキンの華麗なる冒険』（ウラジーミル・ヴォイノーヴィチ、パシフィカ） 1977
- 『同志イワニコの偉大なる権力』（ヴォイノーヴィチ、長谷川蟻共訳、パシフィカ） 1979
- 『小悪魔』（アレクセイ・M・レーミゾフ、国書刊行会、世界幻想文学大系25） 1981

## 参考
- 渡辺侑子「神戸を想う」『神戸外大論叢』2003